# Beginnings: The Lost Tapes 1988-1991
Beginnings: The Lost Tapes 1988-1991 è una raccolta del rapper statunitense Tupac Shakur. L'album, pubblicato il 12 giugno 2007, contiene materiale registrato da Tupac all'inizio della sua carriera nel periodo tra il 1988 e il 1991.
L'album era inizialmente un bootleg creato nel 2000 intitolato "The Lost Tapes: 1989 Circa" realizzato dai primi collaboratori di Tupac Shakur che in passato avevano lavorato con lui all'inizio della sua carriera.
Il Bootleg fu bloccato subito dopo la pubblicazione da Amaru Entertrainment in quanto detentore dei diritti sulle canzoni di Tupac, tuttavia in seguito Afeni Shakur accettò di ri-pubblicare l'album con una nuova cover e un nuovo titolo.
La maggior parte delle tracce dell'album appartengono ad un album inizialmente progettato da Tupac nel 1989 denominato One Nation Emcees ed era un album in collaborazione con Ryan D e Ray Luv allora in gruppo con Tupac ma il progetto venne accantonato data l'impossibilità di poterlo pubblicare.
La traccia "Panther Power" presente nell'album venne utilizzata per la colonna sonora di Tupac Resurrection e si tratta di una versione differente realizzata tra le 2 versioni originali ed è una demo della seconda versione originale.

## Tracce
1. Panther Power – 4:36
2. The Case of the Misplaced Mic – 2:34
3. Let Knowledge Drop – 3:37
4. Never Be Beat – 5:33
5. A Day in the Life – 4:55
6. My Burnin' Heart – 6:25
7. Minnie the Moocher – 4:19
8. The Case of the Misplaced Mic, Pt. 2 – 2:40
9. Static Mix, Pt. 1 – 4:19
10. Static Mix, Pt. 2 – 3:59